# Warsztat Fidiasza
Warsztat Fidiasza także ergasterion (gr. Ἐργαστήριον) – warsztat greckiego rzeźbiarza Fidiasza (ok. 490–430 p.n.e.) na terenie starożytnej Olimpii, gdzie artysta miał stworzyć posąg Zeusa.
Współcześnie warsztat znajduje się na terenie stanowiska archeologicznego w Olimpii, które w 1989 roku zostało wpisane na listę światowego dziedzictwa UNESCO.

## Opis
Dwupiętrowy, dwuizbowy budynek z wejściem od wschodu, wzniesiony z wapienia ok. 430 p.n.e. naprzeciwko świątyni Zeusa, lecz poza granicami Altisu – sanktuarium olimpijskiego.

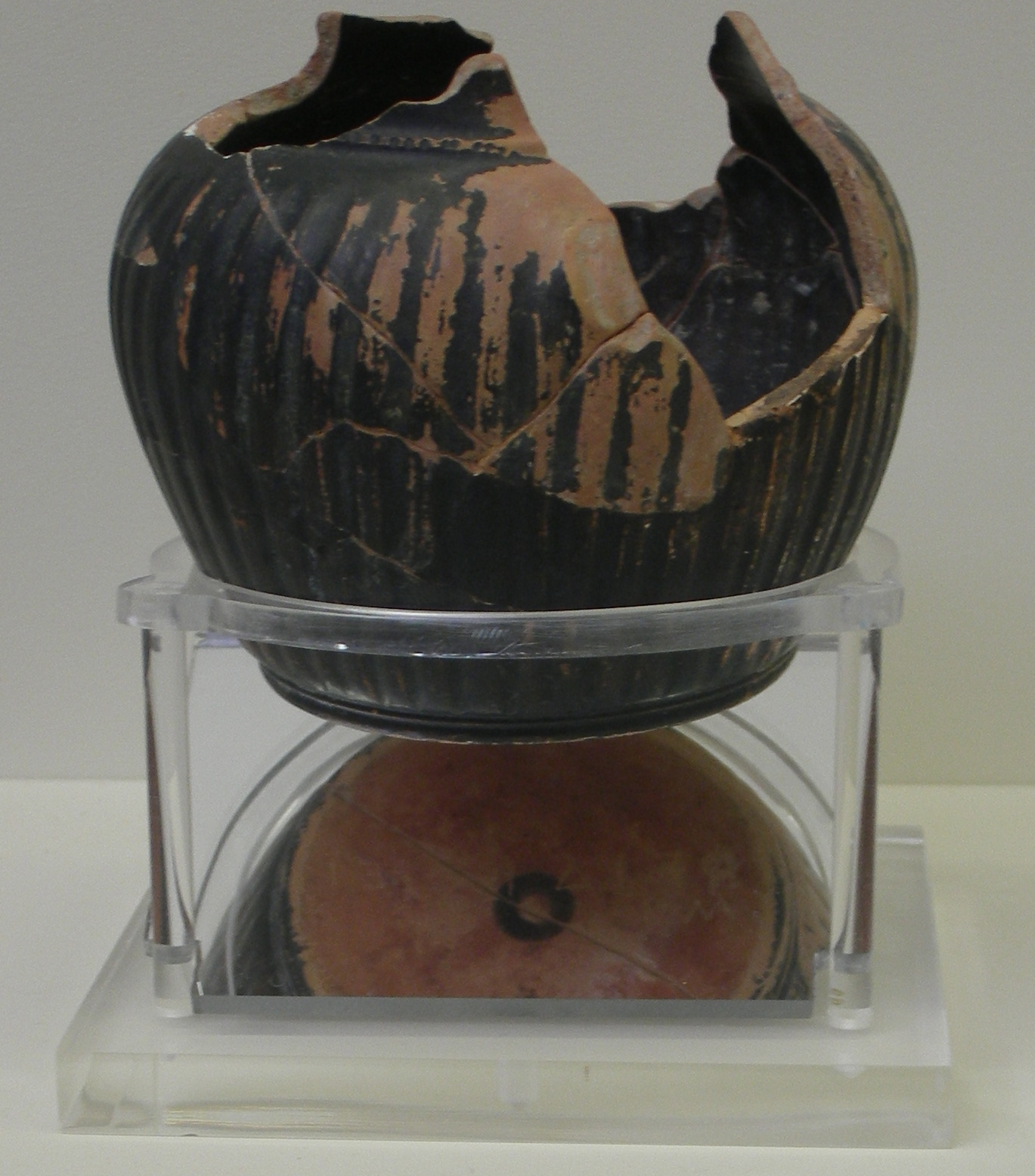
Ojnochoe Fidiasza, Muzeum Archeologiczne w Olimpii

Podczas prac archeologicznych znaleziono tu narzędzia, pozostałości materiałów rzeźbiarskich oraz ojnochoe z napisem ΦEIΔIO EIMI „Feidio eimi” – pol. „należę do Fidiasza”. Tutaj Fidiasz miał stworzyć posąg Zeusa. Warsztat miał takie same wymiary, co naos świątyni – 32 m × 18 m × 14,5 m – co miało najprawdopodobniej ułatwić prace nad posągiem. Jego wnętrze podzielone było na trzy nawy.
W okresie późniejszym warsztat służył jako świątynia, co opisał w II w. n.e. grecki geograf Pauzaniasz w swoim dziele Periegesis tes Hellados (pol. „Wędrówki po Helladzie”).
W V wieku w sanktuarium osiedliła się mała społeczność chrześcijańska i na ruinach starożytnego warsztatu wzniosła bazylikę pomiędzy 435 a 451 rokiem. Budynek miał drewniany dach, trzy nawy i apsydę od wschodu. Bazylika została zniszczona podczas trzęsienia ziemi w 551 roku.     
Budynek został odsłonięty podczas prac archeologicznych prowadzonych w 1829 roku przez naukowców towarzyszących francuskiej ekspedycji wojskowej w Morei (fr. Expédition de Morée). Wówczas już przypuszczano, że mógł być to warsztat Fidiasza, co zostało potwierdzone przez archeologów niemieckich w 1958 roku na podstawie odnalezionych tu narzędzi, resztek materiałów i ojnochoe Fidiasza.
Współcześnie warsztat znajduje się na terenie stanowiska archeologicznego w Olimpii, które w 1989 roku zostało wpisane na listę światowego dziedzictwa UNESCO.